# Arisaema caudatum
Arisaema caudatum är en kallaväxtart som beskrevs av Adolf Engler. Arisaema caudatum ingår i släktet Arisaema och familjen kallaväxter. Inga underarter finns listade.